# Давидюк Віктор Феодосійович
Давидюк Віктор Феодосійович (8 травня 1956, с. Тоболи, Волинська обл.) — український фольклорист, філолог, доктор філологічних наук.

## Життєпис
Народився у с. Тоболи Камінь-Каширського р-ну Волинської області 8 травня 1956 року. Навчався у Володимир-Волинському педагогічному училищі імені А. Кримського. В 1983 закінчив Київський університет імені Т. Г. Шевченка.
1986—1993 — працював у Луцькому педагогічному інституті імені Лесі Українки асистентом, старшим викладачем, доцентом. З 1992 року директор Полісько-Волинського народознавчого центру Інституту народознавства НАН України. Був одним із ініціаторів створення Волинського державного університету. Після його організації працював першим проректором, завідувачем кафедри етнології. 1998 р. захистив докторську дисертацію. Після цього працював професором кафедри української літератури.
Очолював Полісько-Волинський народознавчий центр Інституту народознавства НАН України. З 2005 року — директор Інституту культурної антропології.

## Наукова діяльність
Професор Віктор Феодосійович Давидюк — видатний український фольклорист, є автором понад 300 наукових публікацій. Головний редактор фахового видання «Фольклористичні зошити». Член 8 редколегій фахових видань. Основними напрямками його наукової діяльності є генеалогія українського фольклору, культурна антропологія. Займається етнологією, археологією, мовознавчими та мистецтвознавчими дослідженнями. Організував та проводив експедиції селами Волинської, Рівненської, Тернопільської, Хмельницької, Житомирської, Закарпатської, Івано-Франківської областей в Україні, Брестської в Білорусі, Білостоцького воєводства в Польщі.
Очолював експедиції:
- «Славія»
- «Майдан» (2001)
- «Білі плями» (2002)
- «Волиняна» (2003)
- «Охнич» (2003)
- «Пороги» (2004)

Метою експедиційної роботи В. Ф. Давидюка було порівняльне вивчення народної культури народів, дослідження обрядів, народної орнаментики, фольклору. Зібрані матеріали лягли в основу багатьох монографій, статей, науково-популярних книг.

## Основні праці
Збірники
- «Поліська дома» (1991)

Монографії
- «Українська міфологічна легенда» (1992)
- «Полісся: етнікос, традиції, культура» (1997)
- «Кроковеє колесо: Нариси з історичної семантики українського фольклору» (2002)
- «Етнологічний нарис Волині. За матеріалами експедиції Полісько-Волинського народознавчого центру „Волиняна — 2003“» (2005)
- «Генеалогія українського фольклору» (2006)
- «Первісна міфологія українського фольклору» (2007)
- «Зачароване Полісся» (2018)

Статті
- «Українські робітні пісні» (2004)
- «Етнокультурна своєрідність Волині» (2005)

Навчальні посібники
- «Вибрані лекції з українського фольклору (в авторському дискурсі)» (2010)

## Оцінки діяльності
У 2019 році Віктор Давидюк номінувався на здобуття Міжнародної премії імені Івана Франка за «За вагомі здобутки (досягнення) у галузі україністики».